# 武藤なみ
武藤 なみ（むとう なみ、1989年3月3日 - ）は、神奈川県在住でアクアプロモーション所属のグラビアアイドル。
趣味・特技はドライブ、旅行。特にバイクでのツーリングを好みバイク専門雑誌にも掲載される。
愛犬はチワワのモカ。

## 略歴
2008年のデビュー、活動が本格化したのは2009年以降。石川優実、若木萌などと同レベルのゆるめの着エロ（ゆるエロ）のグラビアアイドルとして、1年目でDVDを6枚リリースするなどの活躍を見せている。
趣味のバイクが高じてバイク専門誌へ頻繁に掲載されるなど、活動の幅を広げている。

## 出演

### イメージビデオ
- 1st ippin（2009年2月7日、ベガファクトリー）
- 2nd 究極乙女 武藤なみ「美少女、」（2009年4月24日、メディアフォース）
- 3rd 究極乙女 石川優実LOVES武藤なみ （2009年6月26日、メディアフォース）
- 4th 究極乙女 Lovely Girl,Beautiful Dreamer（2009年8月28日、メディアフォース）
- 5th 激写 武藤なみ「憐愛」（2009年10月16日、日本メディアサプライ）
- 6th 究極乙女 LOVE ME AGAIN !（2009年12月18日、メディアフォース）
- 7th 激写 武藤なみ（2010年2月26日、日本メディアサプライ）
- 8th 究極乙女 武藤なみ ANGELIC SMILE 〜天使の微笑み〜（2010年4月30日、メディアフォース）
- 9th DearBody（2010年7月30日、彩文館出版）
- 究極乙女 武藤なみ リマスターズ 乙女伝説（2011年1月21日、メディアフォース）

### テレビその他
- ボクシングWBC世界フライ級王者内藤大助と挑戦者亀田興毅の世界戦（2009年11月29日、さいたまスーパーアリーナ）のラウンドガールに選出される。[3]

## 出版

### 雑誌
- クリーム（2009年3月7日（4月号）、ワイレア出版）
- SUZY 表紙（2009年1月26日、ワイレア出版）
- バイキチ（2009年2月24日発売号より。特に2009年6月24日発売号にて「B-1グランプリ」に選ばれて以来、「GIRLS TRIP」「バイカークエスト」等のコーナーに頻繁に掲載されている。）